# مات باسمور
مات باسمور (بالإنجليزية: Matt Passmore)‏ هو ممثل أسترالي، ولد في 24 ديسمبر 1973 في أستراليا.

## أعمال

### أفلام
- (2005) ابن القناع[2]
- (2017) جيغسو[3]

## وصلات خارجية
- مات باسمور على موقع IMDb (الإنجليزية)
- مات باسمور على موقع روتن توميتوز (الإنجليزية)
- مات باسمور على موقع ألو سيني (الفرنسية)
- مات باسمور على موقع ميوزك برينز (الإنجليزية)
- مات باسمور على موقع أول موفي (الإنجليزية)
- مات باسمور على موقع إن إن دي بي (الإنجليزية)
- مات باسمور على موقع ديسكوغز (الإنجليزية)
- مات باسمور على موقع قاعدة بيانات الفيلم (الإنجليزية)
- مات باسمور على موقع كينوبويسك (الروسية)